# Polyscias verrucosa
Polyscias verrucosa är en araliaväxtart som först beskrevs av Berthold Carl Seemann, och fick sitt nu gällande namn av Porter Prescott Lowry och G.M.Plunkett. Polyscias verrucosa ingår i släktet Polyscias och familjen araliaväxter. Inga underarter finns listade.